# Hell, Fire And Damnation (album de Saxon)
Albums de Saxon
More Inspirations
(2023)
Singles
1. Hell, Fire And Damnation, sorti en janvier 2024
2. There's Something In Roswell, sorti en février 2024

Hell, Fire And Damnation est le vingt-quatrième album studio du groupe de heavy metal anglais Saxon, sorti le 19 janvier 2024 via Silver Lining Music et produit par Andy Sneap, guitariste de tournée de Judas Priest qui a déjà produit des groupes de renommés.
Deux singles ont été extrait de l'album : Hell, Fire And Damnation et There's Something In Roswell.     Des clips vidéo ont été publiés pour les singles Hell, Fire And Damnation et There's Something In Roswell ainsi que pour la chanson Madame Guillotine.
Il a été classé dans toute l'Europe, atteignant le top 20 du UK Albums Chart .
Le groupe sortira aussi un album live intitulé "Eagles Over Hellfest", enregistré lors de leur concert Castles & Eagles au Hellfest 2024, le 13 juin 2025 via Silver Lining Music. Cet album live sera disponible en bonus de la version double CD de Hell, Fire And Damnation. Parallèlement, le groupe se produira en France le temps de 4 concerts, au Heavy Weekend 2025, à Paris, Nantes et Toulouse lors de la tournée Hell, Fire & Steel, et avec le groupe de heavy metal français Sortilège en première partie.

## Liste des morceaux

### Version originale
| 1.  | The Prophecy                          | 1:24 |
| 2.  | Hell, Fire And Damnation              | 5:32 |
| 3.  | Madame Guillotine                     | 5:24 |
| 4.  | Fire And Steel                        | 3:37 |
| 5.  | There's Something In Roswell          | 4:09 |
| 6.  | Kubla Khan And The Merchant Of Venice | 4:15 |
| 7.  | Pirates Of The Airwaves               | 3:56 |
| 8.  | 1066                                  | 4:03 |
| 9.  | Witches Of Salem                      | 5:11 |
| 10. | Super Charger                         | 4:47 |

### Version Deluxe Double CD
| 1.  | The Prophecy                          | 1:24 |
| 2.  | Hell, Fire And Damnation              | 5:32 |
| 3.  | Madame Guillotine                     | 5:24 |
| 4.  | Fire And Steel                        | 3:37 |
| 5.  | There's Something In Roswell          | 4:09 |
| 6.  | Kubla Khan And The Merchant Of Venice | 4:15 |
| 7.  | Pirates Of The Airwaves               | 3:56 |
| 8.  | 1066                                  | 4:03 |
| 9.  | Witches Of Salem                      | 5:11 |
| 10. | Super Charger                         | 4:47 |

| 1.  | Hell, Fire And Damnation     | Hell, Fire And Damnation |  |
| 2.  | Motocycle Man                | Wheels of Steel          |  |
| 3.  | Power And The Glory          | Power & the Glory        |  |
| 4.  | Madame Guillotine            | Hell, Fire And Damnation |  |
| 5.  | Heavy Metal Thunder          | Strong Arm of the Law    |  |
| 6.  | Dallas 1 PM                  | Strong Arm of the Law    |  |
| 7.  | The Eagle Has Landed         | Power & the Glory        |  |
| 8.  | Strong Arm Of The Law        | Strong Arm of the Law    |  |
| 9.  | And The Bands Played On      | Denim and Leather        |  |
| 10. | Denim And Leather            | Denim and Leather        |  |
| 11. | Wheels Of Steel              | Wheels of Steel          |  |
| 12. | 747 (Strangers In The Night) | Wheels of Steel          |  |
| 13. | Crusader                     | Crusader                 |  |
| 14. | Princess Of The Night        | Denim and Leather        |  |

## Personnel

### Saxon
- Biff Byford – chant
- Doug Scarratt – guitares
- Brian Tatler – guitares
- Nibbs Carter – basse
- Nigel Glockler – batterie

Personnel supplémentaire
- Brian Blessed – Voix parlée sur « The Prophecy »
- Paul Quinn – guitares supplémentaires sur « Fire And Steel », « Super Charger »

Production
- Biff Byford – réalisation
- Andy Sneap – production, mixage, mastering

## Graphiques
| Graphique (2024)                              | Position maximale |
| --------------------------------------------- | ----------------- |
| Albums autrichiens ( Ö3 Autriche )            | 4                 |
| Albums belges ( Ultratop Flandre)             | 30                |
| Albums belges ( Ultratop Wallonie)            | 20                |
| Albums néerlandais ( Album Top 100 )          | 59                |
| Albums finlandais ( Suomen virallinen lista ) | 21                |
| Albums français ( SNEP )                      | 27                |
| Albums allemands ( Top 100 officiel )         | 4                 |
| Albums italiens ( FIMI )                      | 91                |
| Albums polonais ( ZPAV )                      | 51                |
| Albums écossais ( OCC )                       | 2                 |
| Albums espagnols ( PROMUSICAE )               | 28                |
| Albums suédois ( Sverigetopplistan )          | 6                 |
| Albums suisses ( Schweizer Hitparade )        | 4                 |
| Albums britanniques ( OCC )                   | 19                |
| Albums indépendants britanniques ( OCC )      | 1                 |
| Albums rock et métal britanniques ( OCC )     |                   |